# Preactuador
Un sistema de control obtiene como salida una señal eléctrica, la cual ha de activar un actuador. El preactuador es el elemento que hace de interfaz, tomando como entrada la señal eléctrica y procediendo en el actuador. Los más usuales son:
- Electroválvulas. Son los preactuadores de los cilindros y actuadores de giro neumáticos e hidráulicos.
- Relés y contactores. Se emplean para conectar y desconectar actuadores eléctricos como resistencias calefactoras o motores.
- Arrancadores estáticos. Se emplean para conectar o desconectar motores eléctricos restringiendo las corrientes de arranque.
- Equipos de control de motores eléctricos. Se emplean para controlar los diferentes tipos de motores, permitiendo conectarlos o desconectarlos y regular su velocidad de giro. El más habitual es el variador de frecuencia.